# Voodoo Lounge Tour
El Voodoo Lounge Tour es la gira de conciertos que The Rolling Stones realizó entre 1994 y 1995 para promocionar su álbum Voodoo Lounge. Es el primer tour sin el bajista Bill Wyman. La gira recaudó 320 millones de dólares, superando The Division Bell Tour de Pink Floyd , llegando a ser la banda que más recaudó hasta ese momento. Posteriormente la cifra fue alcanzada por algunos otros tours, pero sigue siendo hasta el día de hoy la segunda gira más exitosa económicamente de los Rolling Stones detrás de A Bigger Bang Tour iniciada en 2005.
La asistencia total fue de 6,5 millones de personas.
El diseño y producción de la escenografía estuvo a cargo de Mark Fisher, Charlie Watts, Mick Jagger y Patrick Woodroffe. El diseño gráfico y la animación de video fue realizado por Mark Norton.

## The Rolling Stones
- Mick Jagger: voz, guitarras, armónica, percusión, teclados
- Keith Richards: guitarras, voz
- Ronnie Wood: guitarras, coros
- Charlie Watts: batería

### Músicos adicionales
- Darryl Jones: bajo, coros
- Chuck Leavell: teclados, coros
- Bobby Keys: saxofón
- Andy Snitzer: saxofón
- Michael Davis: trombón
- Kent Smith: trompeta
- Lisa Fischer: coros
- Bernard Fowler: coros, percusión

## Teloneros
- Bryan Adams
- Blind Melon
- Counting Crows
- Buddy Guy
- Lenny Kravitz
- Red Hot Chili Peppers

Black Crowes
- The Spin Doctors
- Stone Temple Pilots
- Colin James
- Ratónes Paranoicos
- Pappo
- Las Pelotas
- Bob Dylan
- Caifanes

## Tour set list
El set list del primer show en el RFK Stadium de Washington D. C.:
1. "Not Fade Away"
2. "Undercover of the Night"
3. "Tumbling Dice"
4. "Live with Me"
5. "You Got Me Rocking"
6. "Rocks Off"
7. "Sparks Will Fly"
8. "Shattered"
9. "Satisfaction"
10. "Beast of Burden"
11. "Memory Motel"
12. "Out of Tears"
13. "All Down the Line"
14. "Hot Stuff"
15. "I Can't Get Next to You"
16. "Brand New Car"
17. "Honky Tonk Women"
18. "Before They Make Me Run"
19. "The Worst"
20. "Love is Strong"
21. "Monkey Man"
22. "I Go Wild"
23. "Start Me Up"
24. "It's Only Rock 'n' Roll"
25. "Street Fighting Man"
26. "Brown Sugar"
27. "Jumpin' Jack Flash"

Y el set list del último show, en el Feyenoord Stadium de Róterdam, el 30 de agosto de 1995:
1. "Not Fade Away"
2. "Tumbling Dice"
3. "You Got Me Rocking"
4. "It's All Over Now"
5. "Sparks Will Fly"
6. "Satisfaction"
7. "Dead Flowers"
8. "Far Away Eyes"
9. "Like a Rolling Stone"
10. "Gimme Shelter"
11. "Midnight Rambler"
12. "I Go Wild"
13. "Miss You"
14. "Honky Tonk Women"
15. "Happy"
16. "Slipping Away"
17. "Sympathy for the Devil"
18. "Street Fighting Man"
19. "Start Me Up"
20. "It's Only Rock 'n' Roll"
21. "Brown Sugar"
22. "Jumpin' Jack Flash"

## Canciones interpretadas en el Tour
1. Live with Me
2. You Got Me Rocking
3. Tumbling Dice
4. Shattered
5. Rocks Off
6. Sparks Will Fly
7. Monkey Man
8. No Expectations
9. Love Is Strong
10. Brand New Car
11. Honky Tonk Women
12. I Go Wild
13. Start Me Up
14. Street Fighting Man
15. Brown Sugar
16. I Can't Get Next to You
17. Not Fade Away
18. Undercover of the Night
19. Satisfaction
20. Beast of Burden
21. Memory Motel
22. Out of Tears
23. All Down the Line
24. Hot Stuff
25. Before They Make Me Run
26. The Worst
27. It's Only Rock 'n Roll
28. Jumpin' Jack Flash
29. Miss You
30. Happy
31. Wild Horses
32. Sad Sad Sad
33. It's All Over Now
34. Doo Doo Doo Doo Doo (Heartbreaker)
35. Sympathy for the Devil
36. Far Away Eyes
37. Angie
38. Dead Flowers
39. Sweet Virginia
40. Stop Breaking Down
41. Who Do You Love (con Bo Diddley)
42. You Can't Always Get What You Want
43. Rock and a Hard Place
44. Just My Imagination
45. Gimmie Shelter
46. Midnight Rambler
47. Slipping Away
48. Love in Vain
49. Let It Bleed
50. The Spider and the Fly
51. Shine a Light
52. Like a Rolling Stone
53. Connection
54. Rip This Joint
55. Respectable
56. Still a Fool
57. Down in the Bottom
58. Jump on Top of Me
59. Fool to Cry
60. Black Limousine

## Fechas

### América
- 01/08/1994  Robert F. Kennedy Memorial Stadium - Washington D. C.
- 03/08/1994  Robert F. Kennedy Memorial Stadium - Washington D. C.
- 06/08/1994  Legion Field - Birmingham
- 10/08/1994  RCA Dome - Indianápolis
- 12/08/1994  Giants Stadium - East Rutherford
- 14/08/1994  Giants Stadium - East Rutherford
- 15/08/1994  Giants Stadium - East Rutherford
- 17/08/1994  Giants Stadium - East Rutherford
- 19/08/1994  CNE Stadium - Toronto
- 20/08/1994  CNE Stadium - Toronto
- 23/08/1994  Winnipeg Stadium - Winnipeg
- 26/08/1994  Camp Randall - Madison
- 28/08/1994  Cleveland Municipal Stadium - Cleveland
- 30/08/1994  Riverfront Stadium - Cincinnati, OH
- 04/09/1994  Sullivan Stadium - Foxboro
- 05/09/1994  Sullivan Stadium - Foxboro
- 07/09/1994  Carter-Finley Stadium - Raleigh, North Carolina
- 08/09/1994  Radio City Music Hall - Nueva York (MTV Awards)
- 09/09/1994  Spartan Stadium - East Lansing
- 11/09/1994  Soldier Field - Chicago
- 12/09/1994  Soldier Field - Chicago
- 15/09/1994  Mile High Stadium - Denver
- 18/09/1994  Faurot Field - Columbia
- 22/09/1994  Veterans Stadium - Filadelfia
- 23/09/1994  Veterans Stadium - Filadelfia
- 25/09/1994  Williams-Brice Stadium - Columbia
- 27/09/1994  Liberty Bowl - Memphis
- 29/09/1994  Three Rivers Stadium - Pittsburgh
- 01/10/1994  Cyclone Field - Ames
- 04/10/1994  Commonwealth Stadium - Edmonton
- 05/10/1994  Commonwealth Stadium - Edmonton
- 10/10/1994  Louisiana Superdome - Nueva Orleans
- 14/10/1994  MGM Grand Garden Arena - Las Vegas
- 15/10/1994  MGM Grand Garden Arena - Las Vegas
- 17/10/1994  Jack Murphy Stadium - San Diego, CA
- 19/10/1994  Estadio Rose Bowl - Pasadena
- 21/10/1994  Estadio Rose Bowl - Pasadena
- 23/10/1994  Rice-Eccles Stadium - Salt Lake City
- 26/10/1994  Alameida County Coliseum - Oakland, CA
- 28/10/1994  Alameida County Coliseum - Oakland, CA
- 29/10/1994  Alameida County Coliseum - Oakland, CA
- 31/10/1994  Alameida County Coliseum - Oakland, CA
- 03/11/1994  Sun Bowl - El Paso
- 05/11/1994  Alamodome - San Antonio
- 11/11/1994  War Memorial Stadium - Little Rock
- 13/11/1994  Astrodome - Houston
- 15/11/1994  Georgia Dome - Atlanta
- 16/11/1994  Georgia Dome - Atlanta
- 18/11/1994  Cotton Bowl - Dallas
- 22/11/1994  Tampa Stadium - Tampa
- 25/11/1994  Joe Robbie Stadium - Miami
- 27/11/1994  Universidad de Florida - Gainesville
- 01/12/1994  Silverdome - Pontiac
- 03/12/1994  Sky Dome - Toronto
- 05/12/1994  Estadio Olímpico de Montreal - Montreal
- 06/12/1994  Estadio Olímpico de Montreal - Montreal
- 08/12/1994  Carrier Dome - Syracuse
- 11/12/1994  Hubert H. Humphrey Metrodome - Minneapolis
- 15/12/1994  Kingdome - Seattle
- 17/12/1994  BC Place Stadium - Vancouver
- 18/12/1994  BC Place Stadium - Vancouver
- 14/01/1995  Autódromo Hermanos Rodríguez - Ciudad de México, México
- 16/01/1995  Autódromo Hermanos Rodríguez - Ciudad de México, México
- 18/01/1995  Autódromo Hermanos Rodríguez - Ciudad de México, México
- 20/01/1995  Autódromo Hermanos Rodríguez - Ciudad de México, México

- 27/01/1995  Estádio do Pacaembu - São Paulo, Brasil
- 28/01/1995  Estádio do Pacaembu - São Paulo, Brasil
- 30/01/1995  Estádio do Pacaembu - São Paulo, Brasil
- 02/02/1995  Estádio Maracaná - Río de Janeiro, Brasil
- 04/02/1995  Estádio Maracaná - Río de Janeiro, Brasil
- 09/02/1995  Estadio River Plate - Buenos Aires, Argentina
- 11/02/1995  Estadio River Plate - Buenos Aires, Argentina
- 12/02/1995  Estadio River Plate - Buenos Aires, Argentina
- 14/02/1995  Estadio River Plate - Buenos Aires, Argentina
- 16/02/1995  Estadio River Plate - Buenos Aires, Argentina
- 19/02/1995  Estadio Nacional de Chile - Santiago, Chile

### África
- 24/02/1995  Estadio Ellis Park - Johannesburgo, Sudáfrica
- 25/02/1995  Estadio Ellis Park - Johannesburgo, Sudáfrica

### Asia
- 06/03/1995  Tokyo Dome - Tokio, Japón
- 08/03/1995  Tokyo Dome - Tokio, Japón
- 09/03/1995  Tokyo Dome - Tokio, Japón
- 12/03/1995  Tokyo Dome - Tokio, Japón
- 14/03/1995  Tokyo Dome - Tokio, Japón
- 16/03/1995  Tokyo Dome - Tokio, Japón
- 17/03/1995  Tokyo Dome - Tokio, Japón
- 22/03/1995  Fukuoka Dome - Fukuoka, Japón
- 23/03/1995  Fukuoka Dome - Fukuoka, Japón

### Oceanía
- 27/03/1995  Melbourne Cricket Ground - Melbourne, Australia
- 28/03/1995  Melbourne Cricket Ground - Melbourne, Australia
- 01/04/1995  Sídney Cricket Ground - Sídney, Australia
- 02/04/1995  Sídney Cricket Ground - Sídney, Australia
- 05/04/1995  Estadio AAMI - Adelaida, Australia
- 08/04/1995  Perry Lakes Stadium - Perth, Australia
- 12/04/1995  ANZ Stadium - Brisbane, Australia
- 16/04/1995  Western Springs Stadium - Auckland, Nueva Zelanda
- 17/04/1995  Western Springs Stadium - Auckland, Nueva Zelanda

### Europa
- 26/05/1995  The Paradiso - Ámsterdam, Países Bajos
- 27/05/1995  The Paradiso - Ámsterdam, Países Bajos
- 03/06/1995  Estadio Olímpico de Estocolmo - Estocolmo, Suecia
- 06/06/1995  Estadio Olímpico de Helsinki - Helsinki, Finlandia
- 09/06/1995  Valle Hovin - Oslo, Noruega
- 11/06/1995  Idraetsparken - Copenhague, Dinamarca
- 13/06/1995  Stadspark de Goffert - Nimega, Países Bajos
- 14/06/1995  Stadspark de Goffert - Nimega, Países Bajos
- 18/06/1995  Draf en Rennbahn - Landgraaf, Países Bajos
- 20/06/1995  Mungersdorferstadion - Colonia, Alemania
- 22/06/1995  Niedersachsenstadion - Hannover, Alemania
- 24/06/1995  Festival Ground - Werchter, Bélgica
- 25/06/1995  Festival Ground - Werchter, Bélgica
- 30/06/1995  Hipódromo de Longchamp - París, Francia
- 01/07/1995  Hipódromo de Longchamp - París, Francia
- 03/07/1995  Olympia de París - París, Francia
- 09/07/1995  Don Valley Stadium - Sheffield, Inglaterra
- 11/07/1995  Wembley Stadium - Londres, Inglaterra
- 15/07/1995  Wembley Stadium - Londres, Inglaterra
- 16/07/1995  Wembley Stadium - Londres, Inglaterra
- 19/07/1995  Brixton Academy - Londres, Inglaterra
- 22/07/1995  El Molinón - Gijón, España
- 24/07/1995  Estadio Avalade - Lisboa, Portugal
- 27/07/1995  Espace Grammont - Montpellier, Francia
- 29/07/1995  Fussballstadion St. Jakob - Basilea, Suiza
- 30/07/1995  Fussballstadion St. Jakob - Basilea, Suiza
- 01/08/1995  Österreich-Ring - Zeltweg, Austria
- 03/08/1995  Estadio Olímpico de Múnich - Múnich, Alemania
- 05/08/1995  Strahov Stadium - Praga, República Checa
- 08/08/1995  Nepstadion - Budapest, Hungría
- 09/08/1995  Stadion Dziesięciolecia - Varsovia, Polonia
- 10/08/1995  Hala Stulecia - Wroclaw, Polonia
- 12/08/1995  Festivalgelaende - Schüttorf, Alemania
- 15/08/1995  Festwiese - Leipzig, Alemania
- 17/08/1995  Estadio Olímpico de Berlín - Berlín, Alemania
- 19/08/1995  Hockenheimring - Hockenheim, Alemania
- 22/08/1995  Maimarktgelände - Mannheim, Alemania
- 25/08/1995  VW-Werksgelände/Parkplatz - Wolfsburgo, Alemania
- 27/08/1995  Kirchberg - Luxemburgo (ciudad), Luxemburgo
- 29/08/1995  Stadion Feijenoord - Róterdam, Países Bajos
- 30/08/1995  Stadion Feijenoord - Róterdam, Países Bajos